# Mochiyama Nobutake
Nobutake Mochiyama (sinh ngày 5 tháng 4 năm 1973) là một cầu thủ bóng đá người Nhật Bản.

## Sự nghiệp câu lạc bộ
Nobutake Mochiyama đã từng chơi cho Urawa Reds.